# Hồ Peipus
Hồ Peipus, (tiếng Estonia: Peipsi-Pihkva järv; tiếng Nga: Псковско-Чудское озеро (Pskovsko-Chudskoe ozero), tiếng Đức: Peipussee) là hồ nước xuyên biên giới lớn nhất ở châu Âu ở trên biên giới giữa Estonia (một phần của liên minh châu Âu và Nga.
Hồ lớn thứ năm châu Âu sau hồ Ladoga và hồ Onega ở Nga phía bắc St. Petersburg, hồ Vänern ở Thụy Điển, và hồ Saimaa ở Phần Lan.
Hồ Peipus là một phần còn lại của một khu vực nước đã tồn tại ở khu vực này từ Thời kỳ Băng hà. Hồ có diện tích 3.555 km², và có độ sâu trung bình 7,1 m, điểm sâu nhất là 15 m. Hồ có nhiều đảo và có 3 phần:
- Hồ Peipsi/Chudskoe (tiếng Estonia: Peipsi järv, tiếng Nga: Чудское озеро) phần phía bắc của hồ với diện tích 2.611 km² (73%).
- Hồ Pihkva/Pskovskoe (tiếng Estonia: Pihkva järv, tiếng Nga: Псковское озеро) phần phía nam của hồ (với diện tích 708 km² hay 20%).
- Hồ Lämmijärv/Teploe (tiếng Estonia: Lämmijärv, tiếng Nga: Тёплое озеро) eo nối hai phần hồ diện tích 236 km² hay 7%.

Hồ này được sử dụng để đánh bắt và giải trí, nhưng lại bị suy thoái môi trường từ thời đại nông nghiệp của Liên Xô. Có khoảng 30 con sông và suối đổ vào hồ Peipus. Các con sông lớn nhất là Emajõgi và sông Velikaya.
Trong 1242, hồ là các nơi diễn ra trận chiến trên băng (Estonian: Jäälahing) giữa các Hiệp sĩ Teutonic và người Novgorodia dưới sự chỉ huy của Alexander Nevsky.